# Keith Christiansen (hockey sur glace)
Pour les articles homonymes, voir Christiansen.
Keith Raymond Christiansen est un joueur américano-canadien de hockey sur glace né le 14 juillet 1944 à Fort Frances dans la province de l'Ontario au Canada et mort le 5 novembre 2018 à Duluth dans l'État du Minnesota aux États-Unis. Il a joué deux saisons pour les Fighting Saints du Minnesota dans l'Association Mondiale de Hockey.

## Carrière
Il grandit à International Falls, aux États-Unis, ville voisine de Fort Frances où il est né. Comme membre de l'équipe olympique américaine, il remporte aux jeux olympiques d'hiver de 1972 à Sapporo la médaille d'argent.

## Palmarès

### Jeux olympiques
- Médaille d'argent aux jeux de 1972 à Sapporo,  Japon